# Leuctra niveola
Leuctra niveola är en bäcksländeart som beskrevs av Schmid 1947. Leuctra niveola ingår i släktet Leuctra och familjen smalbäcksländor. Inga underarter finns listade i Catalogue of Life.